# Region Dalekowschodni

Dalekowschodni region ekonomiczny na mapie Rosji

Dalekowschodni region ekonomiczny (ros. Дальневосточный экономический район wymawia się: [dalniewostocznyj ekonomiczieskij rajon]) – Jeden z dwunastu regionów ekonomicznych Rosji.
Terytorium regionu w pełni pokrywa się z granicami Dalekowschodniego Okręgu Federalnego, który zajmuje całą wschodnioazjatycką część Rosji. Z powierzchnią ponad 6,2 miliona km kwadratowych (dorównującą kilku państwom z listy największych krajów świata razem wziętym), jest największym spośród rosyjskich regionów ekonomicznych. Tak wielki obszar zamieszkuje jedynie 7,5 mln osób, przy gęstości zaludnienia 1,2 osoby / km². 76% populacji mieszka w miastach.
Głównymi miastami obszaru są Władywostok, Chabarowsk, Komsomolsk nad Amurem, Błagowieszczeńsk i Jakuck.

## Jednostki administracyjne regionu
- Obwód amurski
- Kraj Chabarowski
- Jakucja
- Żydowski Obwód Autonomiczny
- Kraj Kamczacki
- Obwód magadański
- Kraj Nadmorski
- Obwód sachaliński
- Czukocki Okręg Autonomiczny

## Gospodarka
Podstawą gospodarki w regionie jest górnictwo naftowe, przemysł wydobywczy i hutnictwo żelazne i nieżelazne, wydobywa się tu metale kolorowe, złoto, diamenty i węgiel, cynk i srebro. W dużych miastach dominuje przemysł maszynowy, produkcja dóbr konsumpcyjnych i przemysł spożywczy. Oprócz nich ważną gałęzią miejscowej gospodarki, są przemysł rybny, i przemysł leśny (łowiectwo, handel futrami i wycinka drzew). Uprawia się tu głównie pszenicę, owies, soję i buraki cukrowe. Przez południową część regionu przebiegają dwie linie Kolei transsyberyjskiej.

## Wskaźniki społeczno - ekonomiczne
Płace na dalekim wschodzie w stosunku do siły rubla wydają się relatywnie wysokie, ale płaca nie odzwierciedla ciężkich i mało bezpiecznych zajęć w regionie. Ponadto mało prawdopodobnym jest otrzymywanie tu wypłat w pełnej, należnej wysokości. Sytuacja życiowa jest na tyle ciężka, że migracja populacji regionu utrzymuje się na bardzo wysokim poziomie, co odzwierciedla brak zaufania w możliwość poprawy poziomu życia w regionie. Poziom oczekiwanej długości życia jest nieco mniejszy niż przeciętna długość życia w Rosji.